# Boys Over Flowers
Boys Over Flowers er en sydkoreansk tv-drama/serie på 25 episoder. Hovedrollerne spilles af henholdsvis Ku Hye-sun (Geum Jan-di), Lee Min-ho (Gu Jun-pyo), Kim Hyun-joong (Yoon Ji-hoo), Kim Bum (So Yi-jung) og Kim Joon (Song Woo)